# وادي بومرداس
وادي بومرداس هو مجرى مائي ينبع من جبال الخشنة ويسري في منطقة القبائل ليصب وسط مدينة بومرداس ثم في البحر الأبيض المتوسط مرورا بولاية بومرداس.

## المجرى المائي
يتميز مجرى وادي بومرداس بكون قاع المجرى خاليا فيه من المواد الشيستية والترابية.
وتسمح هذه الخاصية، التي يشترك فيها هذا المجرى المائي مع كل من وادي عربية ووادي مغلدن ووادي بودواو ووادي يسر، باستخراج الرمل والحصى لاستعمالهما في تحضير الملاط والخرسانة · .
ويُعتبر مجرى وادي مغلدن كرواق حقيقي عرضه يتراوح بين 5 متر و 600 متر، وينحدر تدريجيا انطلاقا من تقاطعه مع وادي مغلدن ووادي عربية في بلدية ثنية بني عائشة على مستوى جبل بوعروس في الجنوب متوجها نحو مصبه في البحر الأبيض المتوسط في شرق مدينة بومرداس.
ويتميز مجرى هذا الوادي بانحدار متوسط سمح بإنشاء سد ثنية بني عائشة خلال عام 1913م.
وبما أن تدفق المياه يزداد أثناء فترة تساقط الأمطار في الشتاء، فإن ممرات وجسور تم إنشاؤها لتسهيل تنقل سكان القرى والأحياء السكنية المحيطة بضفتيه.

## المسار
يمر «وادي بومرداس» عبر ولاية جزائرية ساحلية واحدة في جبال الخشنة.
| رقم | ولاية بومرداس |
| --- | ------------- |
| 01  | بني عمران     |
| 02  | تيجلابين      |
| 03  | الثنية        |
| 04  | بومرداس       |

## الوديان
يتقاطع «وادي بومرداس» مع العديد من الوديان في ولاية بومرداس عبر مساره.
| رقم | ولاية بومرداس |
| --- | ------------- |
| 01  | وادي بوردين   |
| 02  | وادي عربية    |
| 03  | وادي مغلدن    |
| 04  | وادي بوفرون   |

## السدود

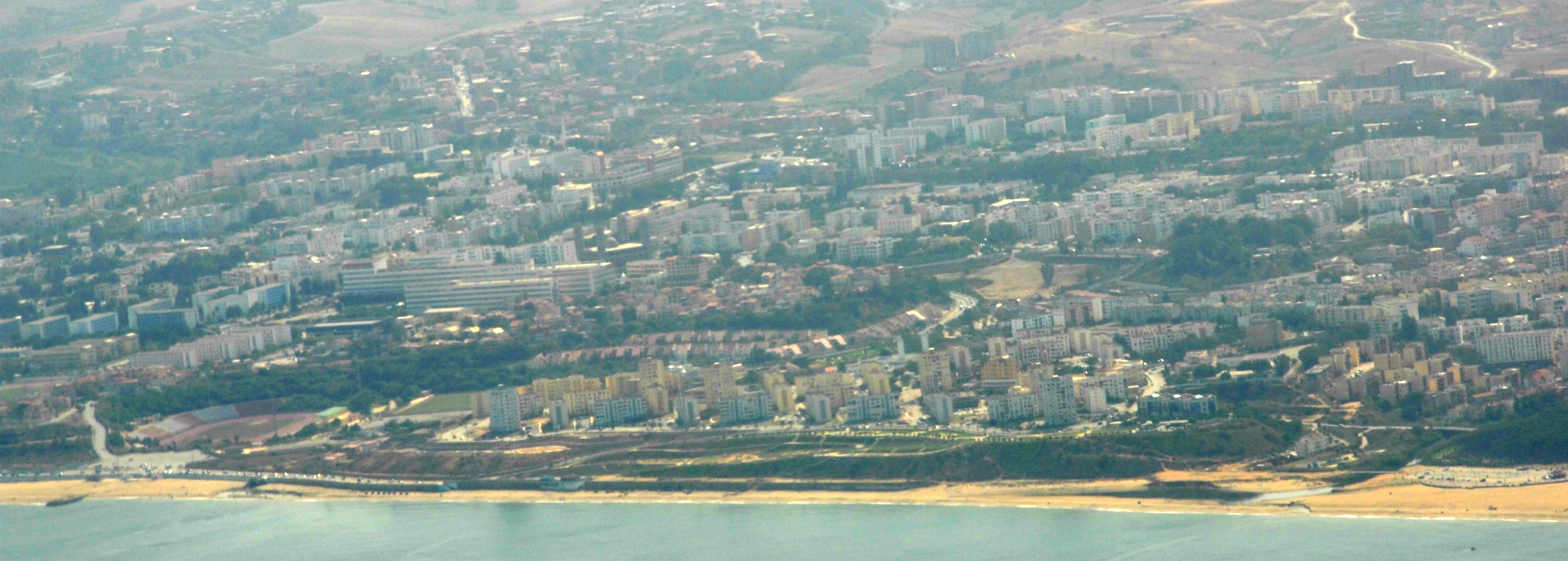
مصب وادي بومرداس في البحر الأبيض المتوسط

يمر «وادي بومرداس» عبر العديد من السدود في ولاية بومرداس عبر مساره.
| رقم | ولاية بومرداس     |
| --- | ----------------- |
| 01  | سد ثنية بني عائشة |

## الطرق الوطنية

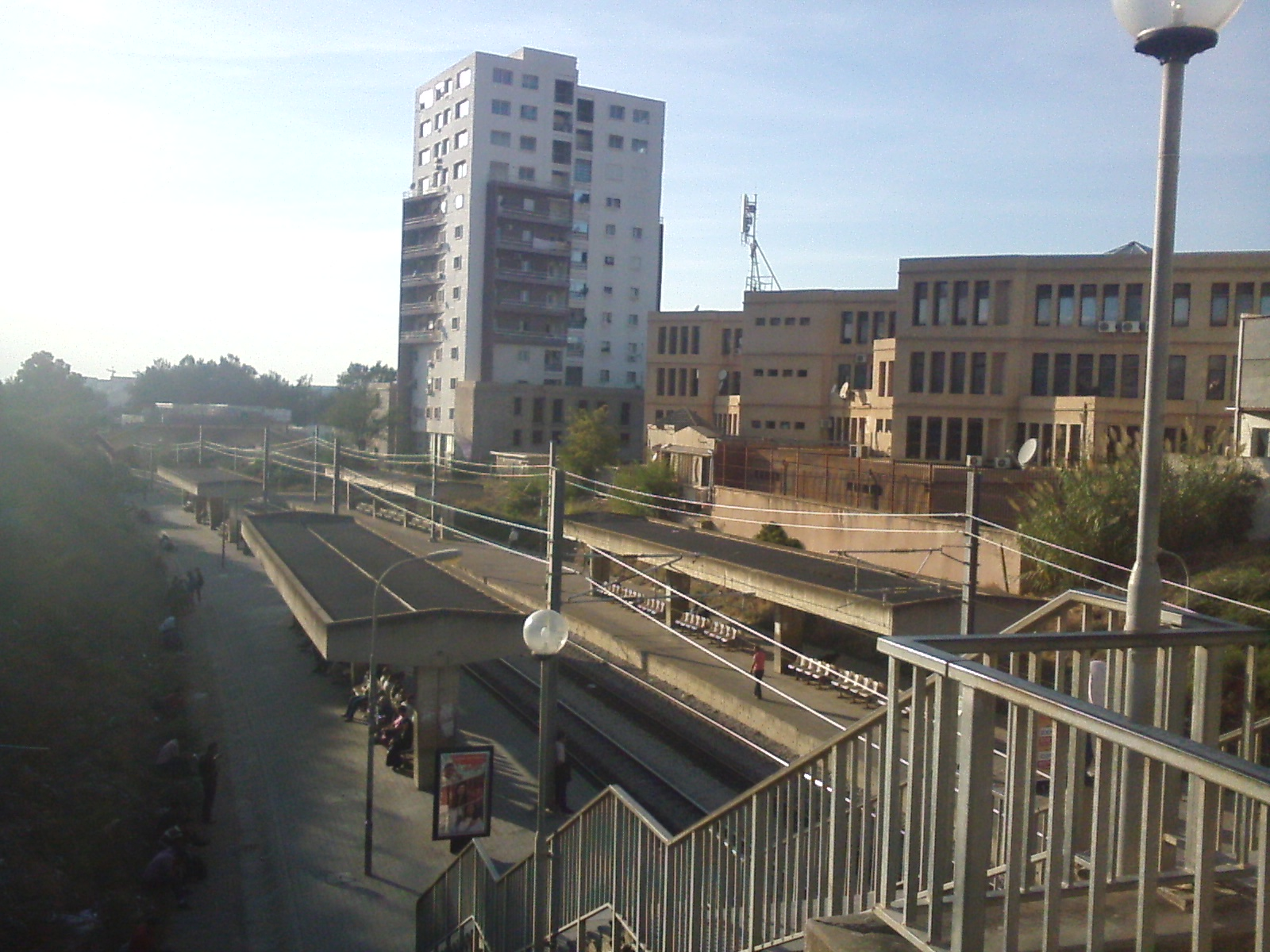
محطة قطار بومرداس

يتقاطع «وادي بومرداس» مع العديد من الطرق الوطنية أثناء عبوره.
| رقم | ولاية بومرداس        | الإحداثيات |
| --- | -------------------- | ---------- |
| 01  | الطريق الوطني رقم 5  |            |
| 02  | الطريق الوطني رقم 24 |            |

## مكتبة الصور

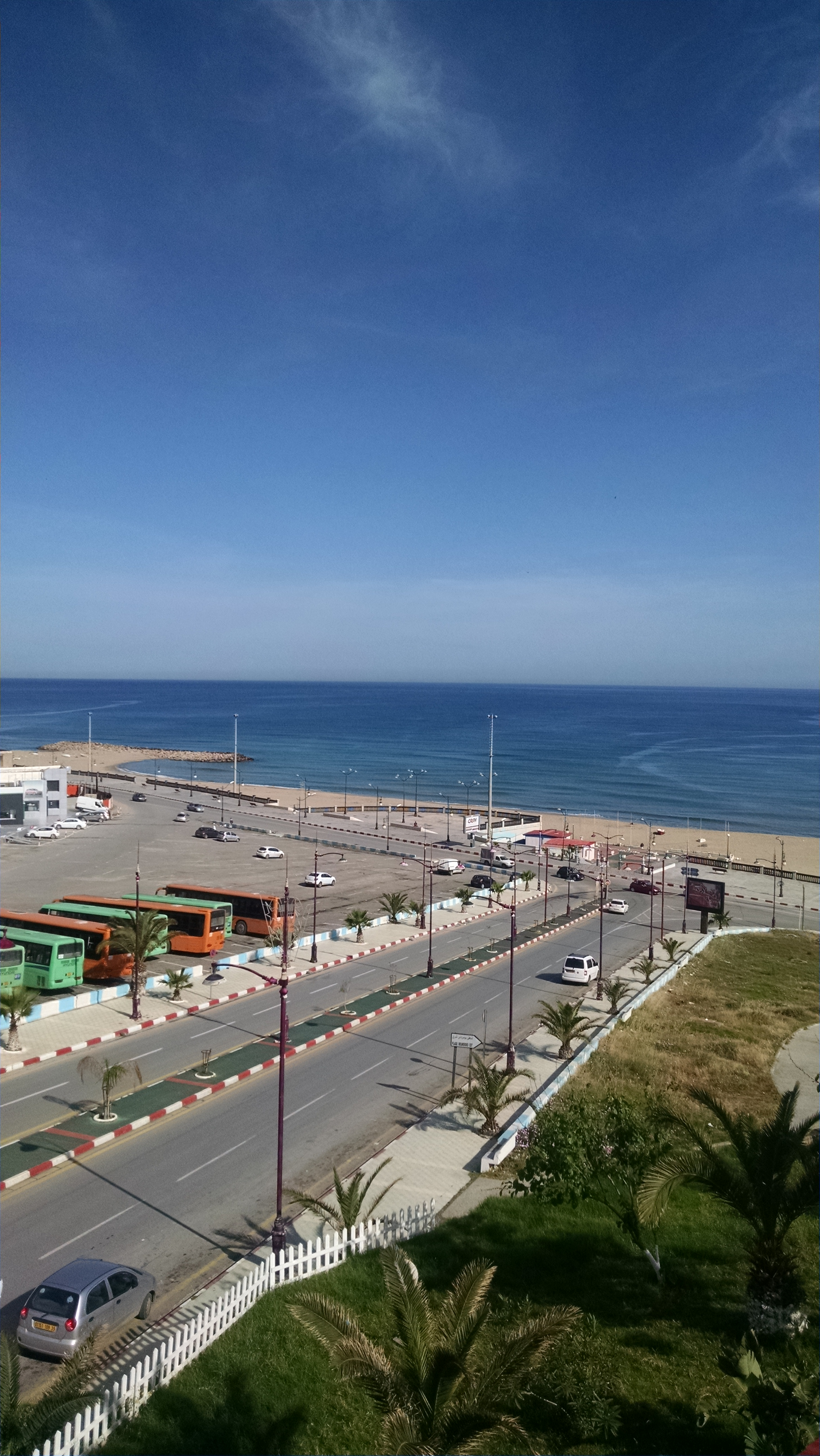
مصب وادي بومرداس شرق مدينة بومرداس
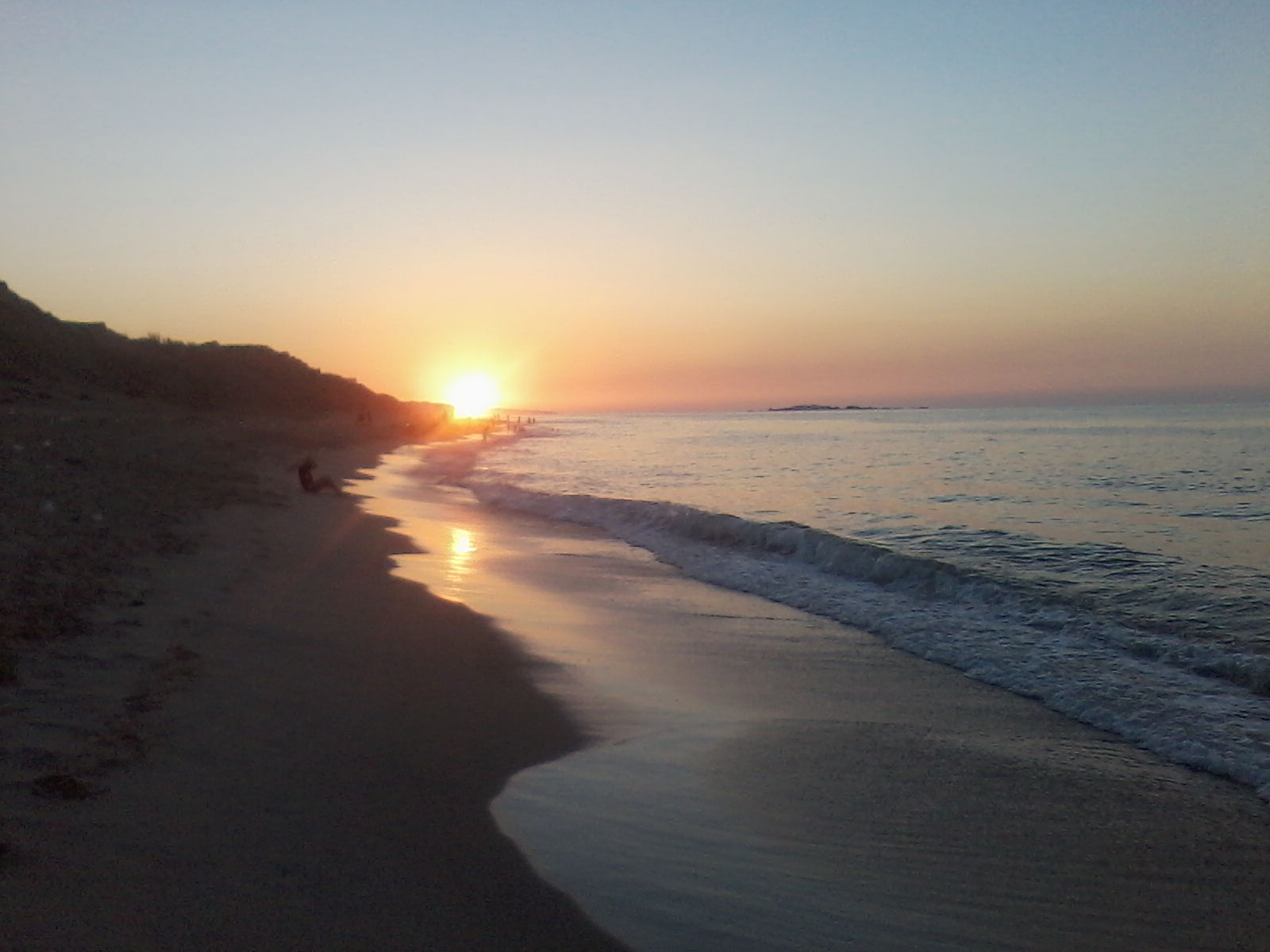
مصب وادي بومرداس شرق مدينة بومرداس
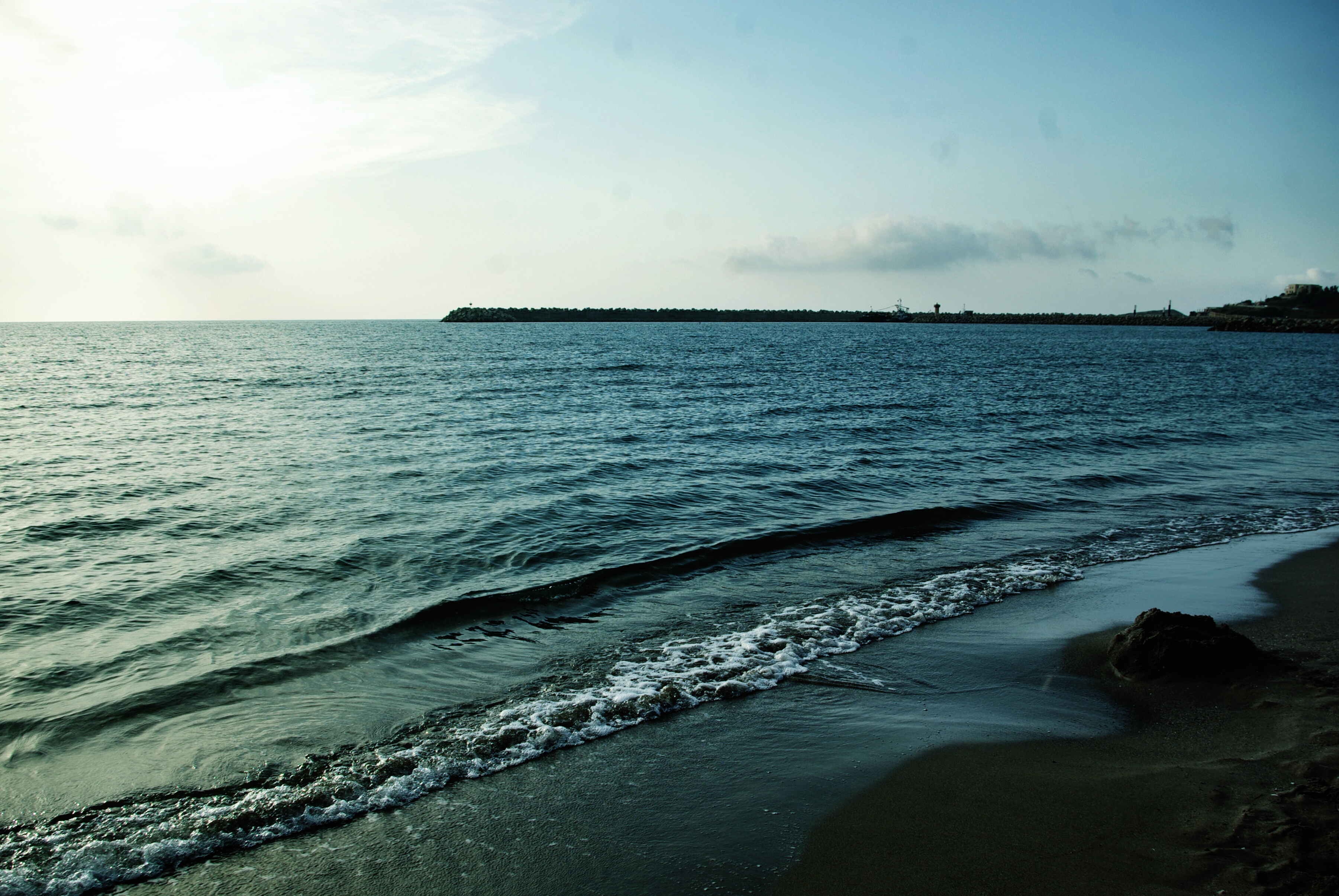
مصب وادي بومرداس شرق مدينة بومرداس
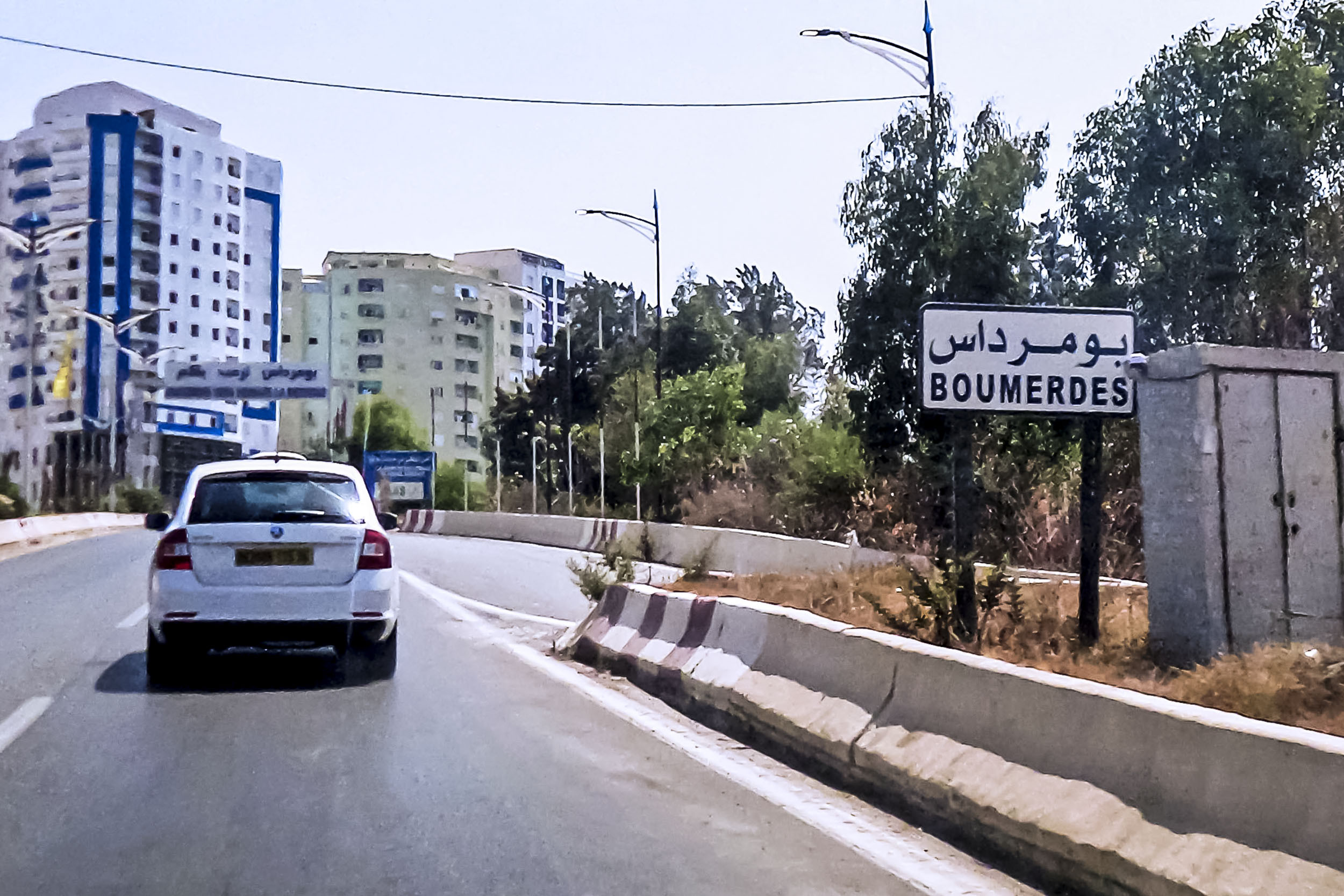
مدينة بومرداس

### وصلات خارجية
- وكالة حماية ساحل ولاية الجزائر
- وزارة الموارد المائية الجزائرية
- موقع ولاية بومرداس

### فيديوهات
- روبورتاج وكالة الأنباء الجزائرية حول وادي الحراش على يوتيوب.